# Poliisoprè

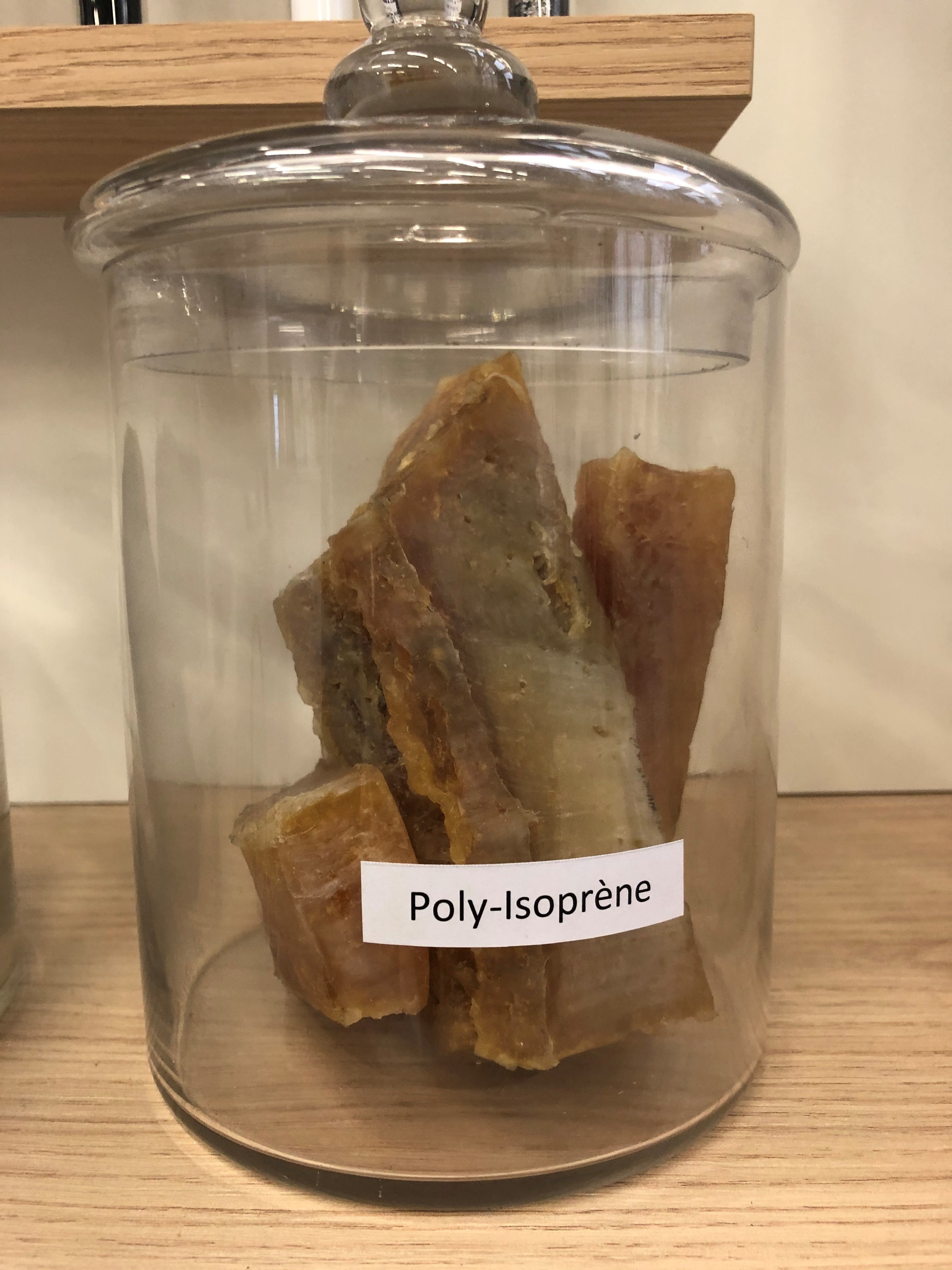
Trossos de poliisoprè al centre de recerca i innovació de Hutchinson a França

El poliisoprè és, en sentit estricte, un nom col·lectiu per nomenar als polímers formats per unions de molècules d⁣'isoprè en un procés conegut com a polimerització. A la pràctica, el terme poliisoprè s'utilitza habitualment per referir-se a l'isòmer cis -1,4-poliisoprè sintètic, obtingut per la polimerització industrial de l'isoprè. La forma natural més important d'aquest isòmer cis és el "cautxú natural" i s'extreu de la saba dels arbres. Tant el poliisoprè sintètic com el cautxú natural són altament elàstics i, en conseqüència, s'utilitzen per fabricar pneumàtics i altres aplicacions diverses.
L'isòmer trans del poliisoprè (trans-1,4-poliisoprè) és molt més dur que l'isòmer cis i presenta baixa elasticitat. Es pot sintetitzar o extreure de la saba de les plantes. La resina natural és coneguda com a gutaperxa. Les seves aplicacions principals són com a aïllant elèctric i com a components de pilotes de golf.
La producció mundial anual de poliisoprè sintètic va ser de 13 milions de tones el 2007  i de 16 milions de tones el 2020.

## Síntesi
En principi, la polimerització de l'isoprè pot donar lloc a quatre isòmers diferents. La quantitat relativa de cada isòmer en el polímer depèn del mecanisme de la reacció de polimerització.

En la polimerització iònica (en aquest cas aniònica) que s'inicia amb n-butil-liti, es produeix com a poliisoprè dominant el cis -1,4-poliisoprè.

Quatre isòmers del poliisoprè

La polimerització per coordinació, amb el catalitzador de Ziegler-Natta TiCl4/Al(i -C4H9)3, forma un cis -1,4-poliisoprè més pur (fins al 98%), similar al cautxú natural. Amb el catalitzador de Ziegler-Natta VCl3/Al(i - C4H9)3, es forma un poliisoprè trans- dominant. Amb catalitzadors de Neodimi s'obtenen polímers amb una fracció d'unitats cis de fins al 99%.
El poliisoprè dominant 1,2 i 3,4 es produeix amb un catalitzador de MoO2Cl2 suportat per un lligand de fòsfor i un cocatalitzador d'Al(OPhCH2)(i -Bu)2.

## Història
El 1953, Frederick W. Stavely estava treballant a la companyia de pneumàtics Firestone quan va descobrir el poliisoprè. Per aquella època, estava investigant en la reacció del butil-liti en el butadiè i va descobrir que la polimerització de l'isoprè amb el metall Liti produïa poliisoprè (sobrenomenat "goma coral" per la seva aparença) amb un alt contingut de polímer cis.
La primera comercialització reportada d'un poli-1,4-isoprè estereoregular amb > 90% cis (90% a 92%) va ser el 1960 per la companyia química Shell. Shell va utilitzar un catalitzador d'alquil-liti. Un contingut del 90% de cis-1,4 va resultar insuficientment cristal·lí per ser útil.
El 1962, Goodyear va aconseguir fabricar un polímer cis del 98,5% utilitzant un catalitzador Ziegler-Natta, i això va tenir èxit comercial.

## Ús
El cautxú natural i el poliisoprè sintètic s'utilitzen principalment per a pneumàtics. Altres aplicacions inclouen productes de làtex, calçat, cinturons, mànegues i preservatius.
Per a les pilotes de golf es va utilitzar gutaperxa natural i trans -1,4-poliisoprè sintètic.